# 니콘 D50

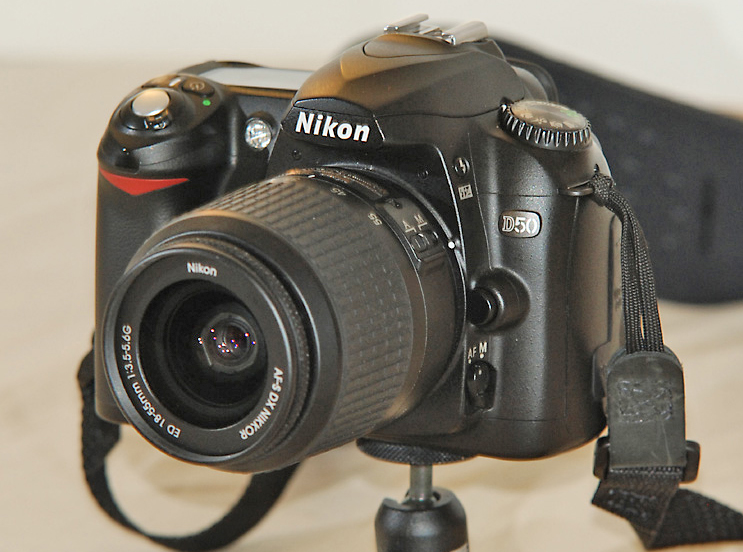
니콘 D50

니콘 D50(Nikon D50)은 니콘의 보급형 디지털 SLR 카메라로, D70과 D70s의 하위기종이다.
D50은 610만 유효 화소 DX 포맷 CCD 이미지 센서를 가지고 있다. 2005년 4월 20일 발표되었으며 AF-S Nikkor ED DX Zoom 18-55mm F3.5-5.6 G 렌즈와 함께 번들킷으로도 팔린다. 2006년 11월까지만 판매되고 이후에 단종되었다. 이후 후속 모델로 D40와 D40x 그리고 D60가 보급형 및 입문자용 라인을 이어가다가 2009년에 와서야 D5000 라인으로 부활한다.

## 제원[1]
- 23.7 × 15.6 mm 크기의 DX 크롭 원색 CCD를 사용하였고 610만 유효 화소를 가졌다.
- 마운트는 니콘 F 마운트이다.
- Multi-CAM900이라는 AF 모듈을 사용했고, 5개의 측거점이 있다.
- 기계식/CCD전자식을 병용하는 포컬플레인 셔터를 사용했다.
- 셔터속도는 30초에서 1/4000초까지 가능하다.
- TTL방식 3D-RGB 420분할 멀티패턴측광모듈II를 이용하여 측광한다.
- ISO 200부터 ISO 1600까지의 감도를 지원한다.
- 초당 2.5매의 연사가 가능하며, 1회연사시 최대 137매까지 연사가 가능하다.
- 아이레벨식 펜타미러를 통한 뷰파인더를 사용했고, 시야율은 95%,배율은 0.75배이다.
- 2인치의 LCD 화면을 사용한다.
- 저장매체는 SD 카드이다.
- USB 2.0방식의 PC연결을 지원한다.
- 크기는 133 × 102 × 76 mm이고, 무게는 540 g이다.

## D70에 비해 생략·제한된 부분[1]
- 심도미리보기 버튼이 생략되었다.
- 서브커맨드 다이얼이 생략되었다.
- 상단정보표시창의 램프가 생략되었다.
- 브래켓팅 버튼이 생략되었다.
- 액정보호용 커버를 지원하지 않는다.
- 그립이 작아졌다.
- 뷰파인더의 격자 그리드가 지원되지 않는다.
- 측광모드 버튼이 생략되었다.
- 연사능력이 저하되었다.
- ISO감도 단계가 축소되었다.

## 사진

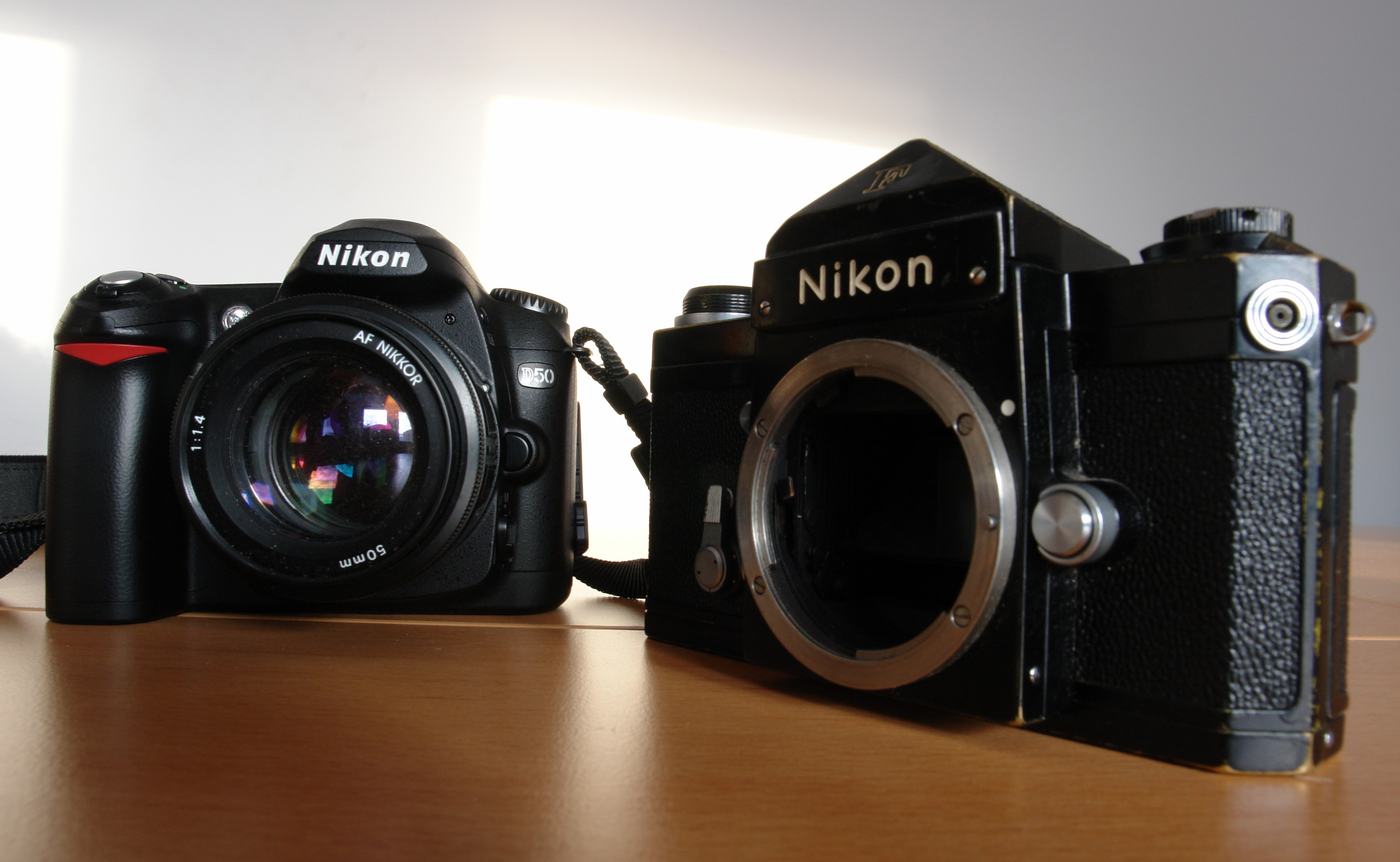
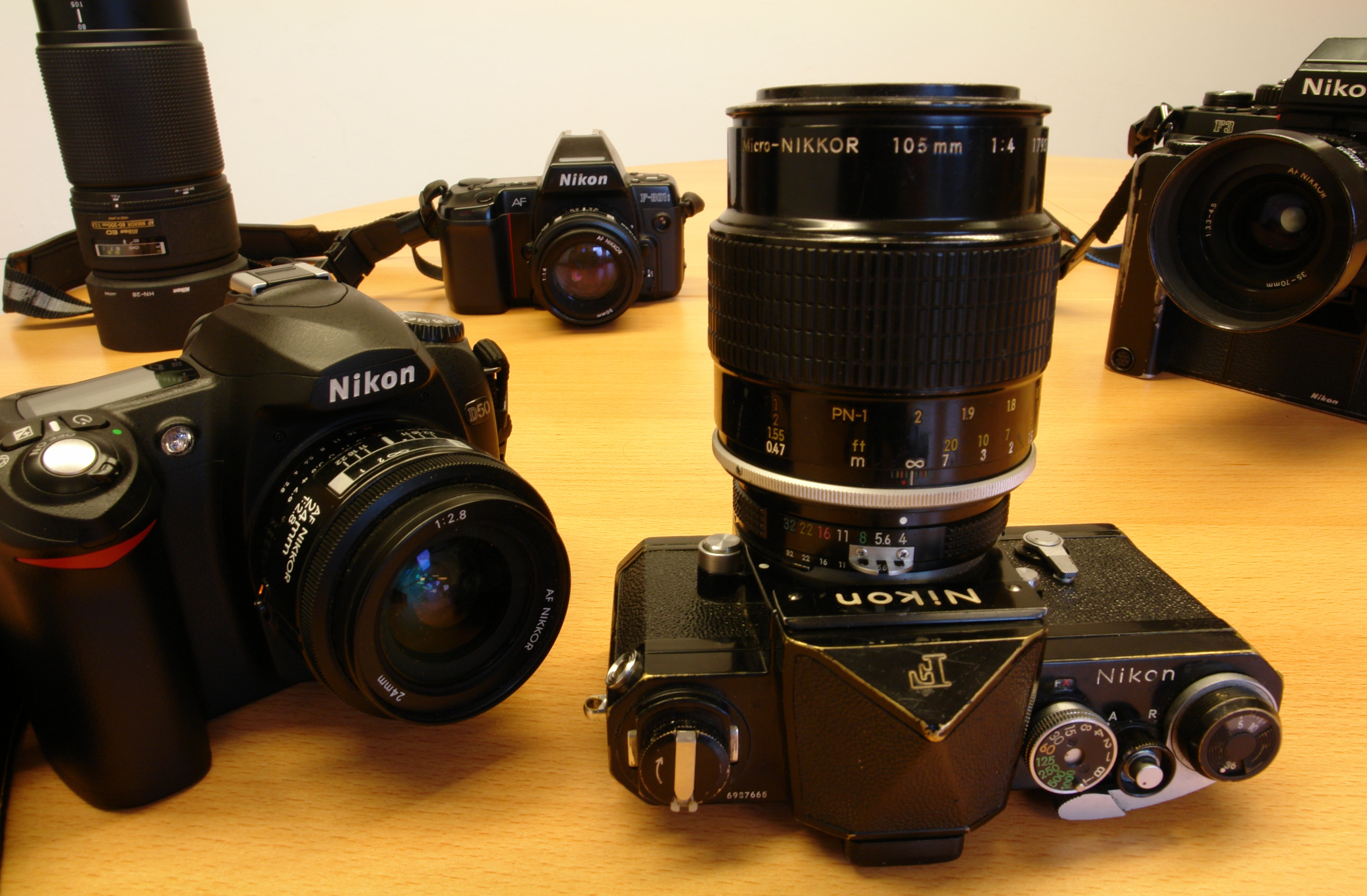
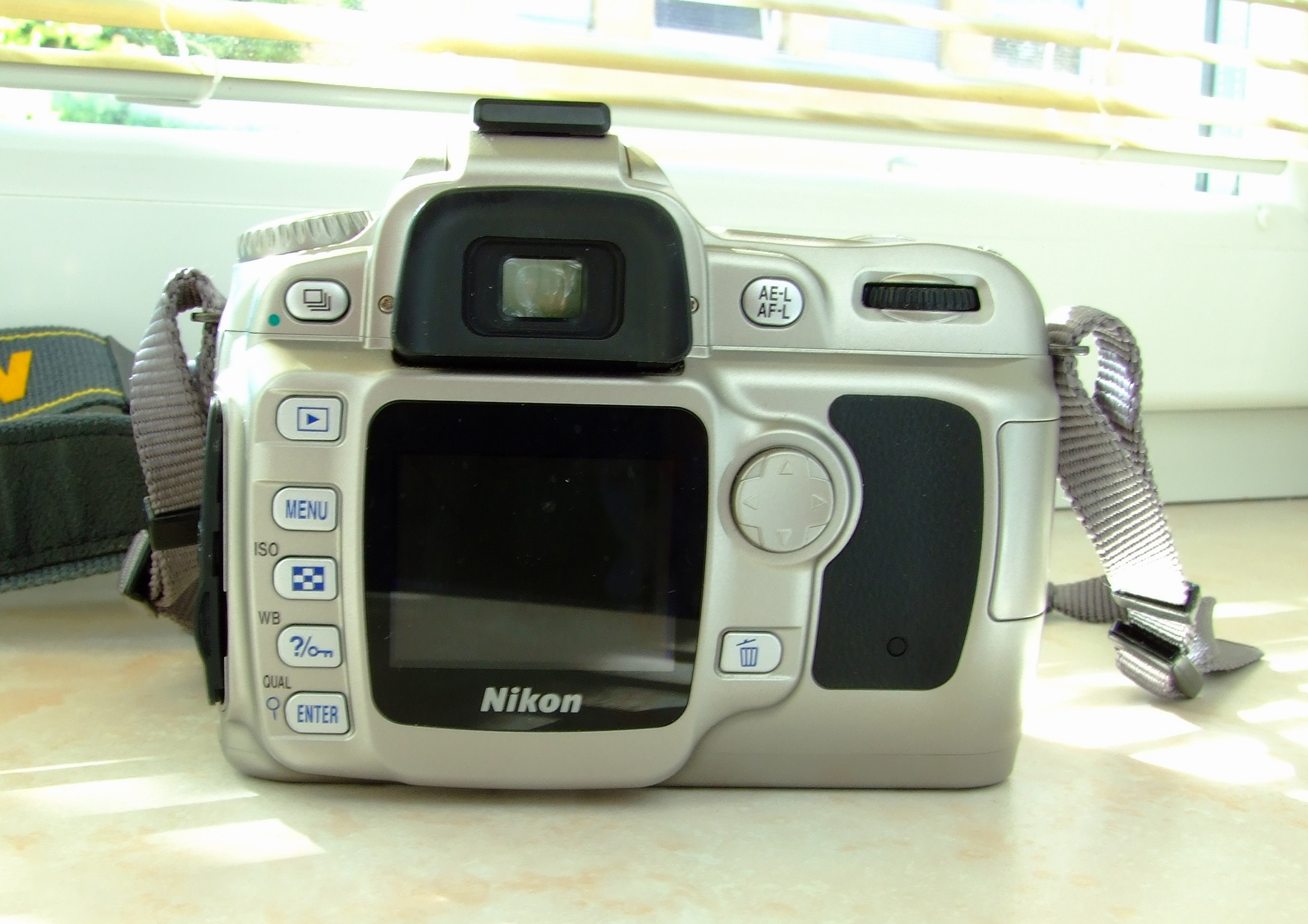
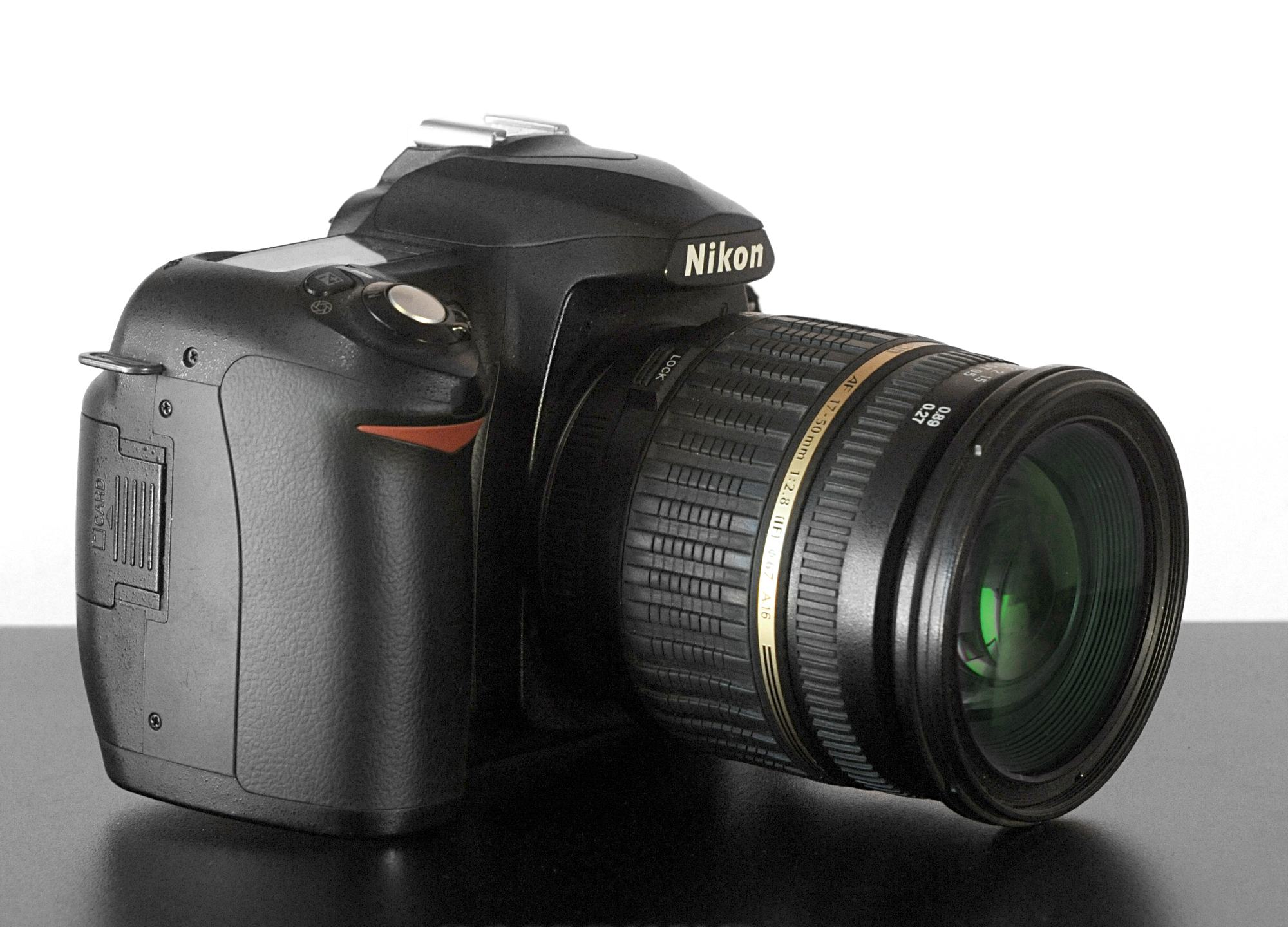
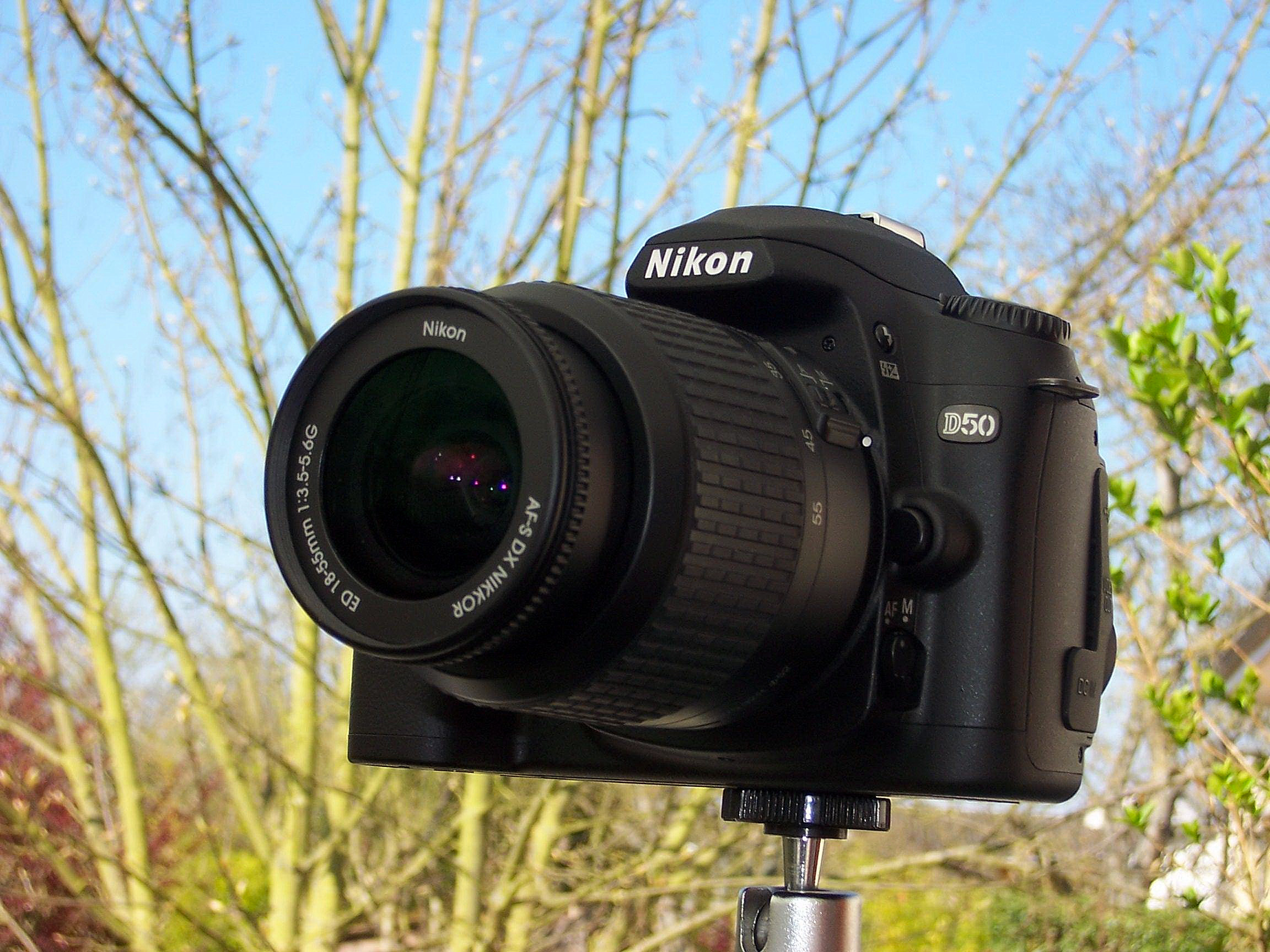